# Postkapitalismus
Postkapitalismus je pojem, který zahrnuje návrhy na nový ekonomický systém, který by mohl nahradit kapitalismus. Podle některých teorií se kapitalistická společnost přemění na postkapitalistickou spontánně poté, co bude kapitalismus překonán. Další teorie tvrdí, že kapitalismus bude záměrně nahrazen.
Mezi nejvýznačnější postkapitalistické společnosti se řadí anarchismus a socialismus, za postkapitalistickou by se dala považovat i ekonomika založená na principech nerůstu.

## Postkapitalismus podle Masona
Jak bude postkapitalismus vypadat nikdo přesně neví. Svůj pohled na něj nám však přináší britský spisovatel Paul Mason ve své knize PostCapitalism: A Guide to Our Future. V ní popisuje kapitalismus jako nefunkční systém, který přispěl k problémům jako je prohlubující se finanční nerovnost mezi lidmi, velké zadlužování zemí nebo zhoršující se životní prostředí. Nástup postkapitalismu by tyto problémy měl vyřešit. První zárodky tohoto systému můžeme vidět už v dnešním kapitalismu. Příkladem může být komunitní způsob produkce nebo vznik tzv. „netržního“ a „posttržního“ sektoru. K úplnému nástupu postkapitalismu údajně dopomůže i nynější všudypřítomnost techniky. Příkladem může být internetová encyklopedie Wikipedia nebo operační systém Linux. Ty svým působením totiž ruší všechna kapitalistická pravidla – jsou dostupné i tvořené zdarma. Na projektu Wikipedie se podílí 27 000 lidí a přesto jej nemůže kolonizovat trh nebo nahradit žádná kapitalistická struktura. V této skutečnosti se odráží i hlavní myšlenka postkapitalismu – lidé by se více měli zabývat nemonetární a veřejně prospěšnou aktivitou na úkor vlastního prospěchu. Kritici knize PostCapitalism: A Guide to Our Future však vyčítají její utopičnost.

## Postkapitalismus podle Druckera
Peter F. Drucker se postkapitalistickou společností zabývá v knize Postkapitalistická společnost z roku 1993. Ve své knize tvrdí, že světové mocnosti (země prvního světa) a zejména pak Spojené státy americké vstoupily do postkapitalistického systému produkce, kde kapitál už neexistuje, neboť nepřísluší jedné osobě či rodině, ale celé řadě organizací typu pojišťoven, bank atd. Díky tomu se běžný občan virtuálně stane vlastníkem velkých amerických podniků, tudíž i vlastníkem kapitálu, což znamená, že se jedná o překonání a nikoliv zničení kapitalismu. Kniha předpovídá, že postkapitalistická společnost bude společností organizací, kde každá organizace bude vysoce specializovaná v jejím vlastním oboru.

## Anarchismus
Anarchismus je politická ideologie, která usiluje o společenské uspořádání, které postrádá sociální, ekonomickou či politickou hierarchii. Odmítá tedy faktickou nadvládu nad člověkem. Cílem anarchistů je zrušení státu jako takového, protože centralizace a politická moc se neslučuje s jejich ideami. Až na anarchokapitalismus usilují všechny směry anarchismu o nahrazení kapitalismu jiným ekonomickým systémem.
- Anarchokapitalismus je politická a ekonomická teorie, která usiluje o eliminaci státu resp. státního monopolu ve prospěch neregulovaného volného trhu, soukromého vlastnictví, libertariánského výkladu osobní svobody a principu neagrese.

- Anarchokomunismus je směr anarchismu, který hájí vizi absolutně beztřídní společnosti (komunismus) bez vládnoucí třídy (anarchismus). Ekonomicky se profiluje jako směr, který neuznává soukromé vlastnictví ani peníze. V anarchokomunismu taktéž neexistuje vztah zaměstnanec-zaměstnavatel, neboť práce za mzdu není potřeba – každý člen společnosti sdílí společné bohatství.

- Post-nedostatkový anarchismus – Staví na teoretickém ekonomickém systému neexistujícího nedostatku (jinými slovy stálého nadbytku), kdy lze většinu zboží produkovat s minimální potřebou lidské práce a každý jedinec má tak přístup k základním potřebám zadarmo či za minimální cenu.

- Anarchosyndikalismus je směr anarchismu, který staví na sdružování se do odborových organizací. Tyto organizace, které by byly tvořeny zejména dělníky, by pak měly řídit a ovládat všechny společnosti. Cílem anarchosyndikalismu je taktéž zbavit se systému mezd, který spojuje s tzv. námezdním otroctvím.

## Socialismus
Socialismus je sociální a ekonomický systém založený na společném vlastnictví výrobních prostředků. Mezi hlavní cíle tohoto myšlenkového proudu patří rovnost, spravedlnost a lidská solidarita. Za socialismus považujeme i hnutí snažící se o dosažení těchto ideálů. Myslitelé jako Karl Marx, Friedrich Engels nebo Thomas More se v minulosti také zabývali socialismem. Na základech socialismu stojí i politická ideologie zvaná komunismus.
- Plánovaná ekonomika - druh socialismu v němž bývá zastupován trh některými ekonomickými prvky. K těmto prvkům patří například centrální a necentrální plánování.

- Tržní socialismus - typ socialismu založený na systému veřejného vlastnictví výrobních prostředků, avšak dále fungující na tržních principech. Trh také obstarává přerozdělování vyrobených produktů.

- Komunalismus - politická sociálně liberální teorie založená na myšlenkách Murraye Bookchina. Ta tvrdí, že peníze a trh by měly být zrušeny a vlastnictví bývalého soukromého majetku by mělo připadnout lidem seskupeným v různých sdruženích, či jejich vybraným delegátům. Manažerské spravování majetku by bylo vyřešeno v následném reálném chodu.